# Parte imaginária
Em Matemática, a parte imaginária é o segundo elemento do par ordenado de números reais que representam um número complexo. Um número complexo pode ser escrito na forma: {\displaystyle a+bi} , onde "{\displaystyle a}" é o coeficiente da parte real, "{\displaystyle b}" é o coeficiente da parte imaginária e "{\displaystyle i}" é a unidade imaginária, cuja principal propriedade é  {\displaystyle i={\sqrt {-1}}} . Um número cuja parte imaginária ("{\displaystyle b}") seja {\displaystyle 0\,\!} é chamado de número real e um número cuja parte real ("{\displaystyle a}") seja  {\displaystyle 0\,\!} é chamado de número imaginário puro ou ainda puramente imaginário.

## Notação/Representação
A notação para a parte imaginária de um número complexo não é universal. Porém, é comum o uso de {\displaystyle \operatorname {Im} (z)\,\!} ou {\displaystyle {\mathfrak {I}}(z)\,\!} , sendo {\displaystyle z} um número genérico, para representá-la. 
Podemos representar a parte imaginária de um complexo {\displaystyle z\,\!} de diversas maneiras:
- Forma Retangular: 
  - Dado {\displaystyle z=a+bi\,\!} , temos a parte imaginária {\displaystyle {\mathfrak {I}}(z)=bi};
- Forma Trigonométrica:
  - Dado {\displaystyle z=|z|(cos\theta +isen\theta )} , temos a parte imaginária {\displaystyle {\mathfrak {I}}(z)=|z|(isen\theta )};
- Forma Polar:
  - Dado {\displaystyle z=r(\cos \theta +i\sin \theta )} , temos a parte imaginária {\displaystyle {\mathfrak {I}}(z)=ri\sin \theta };
- Forma Exponencial:
  - Dado {\displaystyle z=re^{i\theta }\,\!}, a parte imaginária não pode ser obtida diretamente. Por conta disso, utiliza-se a propriedade {\displaystyle e^{i\theta }\,\!=(cos\theta +isen\theta )} , trazendo-nos de volta a um caso anterior, a Forma Trigonométrica.
- Recorrendo ao conjugado de um número complexo, podemos calcular {\displaystyle {\mathfrak {I}}(z)={\frac {z-{\overline {z}}}{2i}}}.
- Através da notação de um plano complexo, método de representação gráfico, é possível identificar suas componentes real e imaginária e até calcular seu módulo ({\displaystyle z}).
  - {\displaystyle z} pode ser calculado pela aplicação do Teorema de Pitágoras no plano complexo, isto é,  {\displaystyle ||z||={\sqrt {a^{2}+b^{2}}}}.

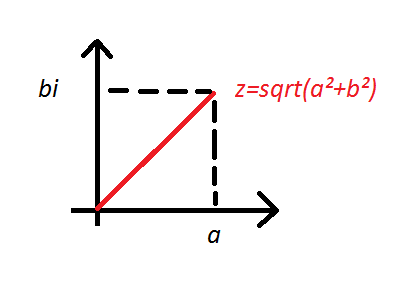
Plano Complexo mostrando a (coeficiente real), b (coeficiente imaginário e z (numero descrito)

## Aplicações
Há uma vasta área de aplicação para este tipo de números. Dentre eles se destacam:
- Matemática:
  - É utilizado na análise complexa, álgebra linear complexa, com aplicações em resolução de equações algébricas e equações diferenciais com raízes complexas, geometria fractal e até outros;
  - Um caso bem específico dentro da matemática é a Transformada de Fourier, onde é utilizada a sua definição em Forma Exponencial; {\displaystyle {\mathcal {F}}(\omega )=\int _{-\infty }^{\infty }f(t)e^{-i\omega t}\,dt}
- Física:
  - Utilizada na Física Quântica, também chamada de Mecânica Quântica;
  - Teoria do Caos, dentro da Mecânica Clássica;
  - Eletromagnetismo;
  - Teoria do Buraco Negro, tempo imaginário;
- Engenharia:
  - Elétrica:
    - Utiliza-se em resolução de circuitos, tais como RLC, em cálculos de impedância, fase; em circuitos resistivos com corrente alternada;

  - Controle e Automação: 
    - Utiliza-se em cálculos de vazão de válvulas controladas eletricamente;